# Gynoplistia (Gynoplistia) skusei
Gynoplistia (Gynoplistia) skusei is een tweevleugelige uit de familie steltmuggen (Limoniidae). De soort komt voor in het Australaziatisch gebied.